# Саша Функе
Саша Функе (нім. Sascha Funke; нар. 1977, Берлін) — німецький DJ та автор електронної музики. З раннього дитинства дружив з Пауль Калькбреннер, разом пізнавали техно треки і лейбли.

## Дискографія

### Альбоми
- 2003: Bravo
- 2008: Mango
- 2011: Brave
- 2017: Lotos Land

### Сингл та EP
- 1999: Campus
- 2000: Safety First
- 2000: Luftschloss
- 2000: Interlagos
- 2001: 2:1 Für Die Liebe
- 2001: When Will I Be Famous
- 2001: Drei Auf Drei
- 2002: Funkt
- 2003: Forms & Shapes (Remixe)
- 2004: The Intimate Touch
- 2005: Boy
- 2006: In Between Days
- 2006: The Acrobat
- 2007: Auf Aix
- 2008: Mango Remixes
- 2008: Double-Checked
- 2010: Moses

### Мікси
- Boogy Bytes Vol. 02, 2006
- Watergate 02 (Mix-Compilation), 2008

### Ремікси
- Thomas Fehlmann – Radeln (kompakt 100)
- Alexander Kowalski – Lock me up (ministry of sound)
- Anja Schneider – Creaky thoughts (pias)
- Paul Kalkbrenner – Miles away (bpitch control) BPC137
- Heartthrob – Baby kate (minus)